# Бадан (Иркутская область)
Бадан (Бадано-экстракторный завод) — упразднённый посёлок в Иркутском районе Иркутской области России. Располагался на территории Ушаковского муниципального образования.

## География
Находился в 25 километров к юго-востоку от посёлка Добролёт посреди тайги.

### Транспортное сообщение
В настоящее время добраться на территорию бывшего населённого пункта Бадан трудно даже на внедорожнике.

## История
Посёлок был образован при бадано-экстракторном заводе в период с 1920-х по начало 1930-х годов. На заводе работали ссыльные из Белоруссии, Украины, Литвы, западной России. На предприятии из корней и листьев лекарственного растения бадана производили экстракт, используемый для дубления кожи. Заготовка листьев лекарственного растения начиналась в мае. В середине августа проходила заготовка корней. Норма на человека была 200 килограммов в день, однако многие часто перевыполняли норму. Для временного хранения бадана в тайге возвели специальные сооружения, возле которых находились весовщики, взвешивавшие количество растения, собранного каждым человеком. Позже бадан доставляли на предприятие. В 1930-е годы в населённом пункте функционировали школа, детский сад, амбулатория, клуб, добротные жилые дома. В 1951 году завод закрыли по причине нерентабельности, и вскоре посёлок Бадан опустел. Некоторые его строения были перевезены в Добролёт. Однако, на международной миллионной карте мира 1964 года ещё указан населённый пункт Бадан-Завод. На топографической карте Генштаба СССР посёлок Бадан указан как нежилой. На топографической карте Генштаба СССР 1985 года отмечено урочище Бадан